# Synagogue d'Oslo
La constitution norvégienne a interdit aux Juifs de s'établir en Norvège jusqu'en 1851, quand ce bannissement fut levé sous l'impulsion du poète national norvégien Henrik Wergeland.
Les Juifs qui s'établirent alors en Norvège et particulièrement à Oslo venaient principalement de Pologne et Lituanie. La première synagogue fut créée en 1892 et la synagogue actuelle construite en 1920.
Après l'invasion de la Norvège par les Allemands le 9 avril 1940, les Juifs fuirent vers la Suède. Les 750 qui restèrent en Norvège furent déportés et seuls 25 ont survécu. 
Le 17 septembre 2006, une dizaine de coups de feu ont été tirés sur la synagogue sans toucher qui que ce soit.
Le 9 juin 2009, le roi de Norvège Harald V et le prince héritier rendent une visite officielle à la communauté juive norvégienne à la synagogue. 
La communauté actuelle d'Oslo compte environ 850 membres.